# Kościół Matki Boskiej Bolesnej w Łomży
Kościół Matki Boskiej Bolesnej w Łomży – rzymskokatolicki kościół parafialny należący do parafii pod tym samym wezwaniem (dekanat Łomża – św. Michała Archanioła diecezji łomżyńskiej).
Jest to kościół zakonny kapucynów wybudowany w latach 1770–1789 z fundacji księdza kanonika płockiego Tyszki. Świątynia została pobłogosławiona w 1789 roku przez kanonika płockiego i oficjała łomżyńskiego księdza Marcina Kraszewskiego. Budowla została konsekrowana w dniu 2 września 1798 roku przez biskupa płockiego Onufrego Kajetana Szembeka. W 1972 roku przy świątyni został utworzony samodzielny ośrodek duszpasterski, natomiast w dniu 1 marca 1979 roku przy kościele została erygowana parafia.